# Długołęka (gemeente)
De gemeente Długołęka is een landgemeente in het Poolse woiwodschap Neder-Silezië, in powiat Wrocławski.
De zetel van de gemeente is in Długołęka.
Op 30 juni 2004 telde de gemeente 20 274 inwoners.

## Oppervlakte gegevens
In 2002 bedroeg de totale oppervlakte van gemeente Długołęka 212,41 km², waarvan:
- agrarisch gebied: 71%
- bossen: 17%

De gemeente beslaat 19,03% van de totale oppervlakte van de powiat.

## Demografie
Stand op 30 juni 2004:
| Omschrijving                   | Totaal | Totaal | Vrouwen | Vrouwen | Mannen | Mannen |
| ------------------------------ | ------ | ------ | ------- | ------- | ------ | ------ |
| eenheid                        | aantal | %      | aantal  | %       | aantal | %      |
| inwoners                       | 20 274 | 100    | 10 155  | 50,1    | 10 119 | 49,9   |
| bevolkingsdichtheid (inw./km²) | 95,4   | 95,4   | 47,8    | 47,8    | 47,6   | 47,6   |

In 2002 bedroeg het gemiddelde inkomen per inwoner 1531,81 zł.

## Plaatsen
Bąków, Bielawa, Bierzyce, Borowa, Brzezia Łąka, Budziwojowice, Bukowina, Byków, Dąbrowica, Długołęka, Dobroszów Oleśnicki, Domaszczyn, Godzieszowa, Jaksonowice, Januszkowice, Kamień, Kątna, Kępa, Kiełczów, Kiełczówek, Krakowiany, Łosice, Łozina, Michałowice, Mirków, Oleśniczka, Pasikurowice, Piecowice, Pietrzykowice, Pruszowice, Raków, Ramiszów, Siedlec, Skała, Stępin, Szczodre, Śliwice, Tokary, Węgrów, Wilczyce, Zaprężyn

## Aangrenzende gemeenten
Czernica, Dobroszyce, Oleśnica, Trzebnica, Wisznia Mała, Wrocław, Zawonia